# Guy Butler (friidrottare)
Guy Montagu Butler, född 25 augusti 1899 i Harrow i Storlondon, död 22 februari 1981 i St. Neots i Cambridgeshire, var en brittisk friidrottare.
Butler blev olympisk mästare på 4 x 400 meter vid olympiska sommarspelen 1920 i Antwerpen.